# 30 أغسطس
- السبت
- الأحد
- الاثنين
- الثلاثاء
- الأربعاء
- الخميس
- الجمعة

- 261 صفر 1447  هـ
- 272 صفر 1447  هـ
- 283 صفر 1447  هـ
- 294 صفر 1447  هـ
- 305 صفر 1447  هـ
- 316 صفر 1447  هـ
- 17 صفر 1447  هـ
- 28 صفر 1447  هـ
- 39 صفر 1447  هـ
- 410 صفر 1447  هـ
- 511 صفر 1447  هـ
- 612 صفر 1447  هـ
- 713 صفر 1447  هـ
- 814 صفر 1447  هـ
- 915 صفر 1447  هـ
- 1016 صفر 1447  هـ
- 1117 صفر 1447  هـ
- 1218 صفر 1447  هـ
- 1319 صفر 1447  هـ
- 1420 صفر 1447  هـ
- 1521 صفر 1447  هـ
- 1622 صفر 1447  هـ
- 1723 صفر 1447  هـ
- 1824 صفر 1447  هـ
- 1925 صفر 1447  هـ
- 2026 صفر 1447  هـ
- 2127 صفر 1447  هـ
- 2228 صفر 1447  هـ
- 2329 صفر 1447  هـ
- 241 ربيع الأول 1447  هـ
- 252 ربيع الأول 1447  هـ
- 263 ربيع الأول 1447  هـ
- 274 ربيع الأول 1447  هـ
- 285 ربيع الأول 1447  هـ
- 296 ربيع الأول 1447  هـ
- 307 ربيع الأول 1447  هـ
- 318 ربيع الأول 1447  هـ
- 19 ربيع الأول 1447  هـ
- 210 ربيع الأول 1447  هـ
- 311 ربيع الأول 1447  هـ
- 412 ربيع الأول 1447  هـ
- 513 ربيع الأول 1447  هـ

30 أغسطس أو 30 آب أو يوم 30 \ 8 (اليوم الثلاثون من الشهر الثامن) هو اليوم الثاني والأربعون بعد المئتين (242) من السنوات البسيطة، أو اليوم الثالث والأربعون بعد المئتين (243) من السنوات الكبيسة وفقًا للتقويم الميلادي الغربي (الغريغوري). يبقى بعده 123 يوما لانتهاء السنة.

## أحداث
- 1914 - القوات الألمانية تستولي على مدينة أميان الفرنسية وذلك أثناء الحرب العالمية الأولى.
- 1916 -
  - الحكومة الأمريكية تصدر «قانون جونز» الذي تعد فيه بمنح الفلبين استقلالها.
  - الدولة العثمانية تعلن الحرب ضد رومانيا في الحرب العالمية الأولى.
- 1918 - الاشتراكية المتزمتة فانيا كابلان تقوم بمحاولة لاغتيال الرئيس والزعيم السوفيتي فلاديمير لينين وذلك لما رأته من خيانته للاشتراكية.
- 1928 - إعلان تشكيل «حزب الاستقلال الهندي».
- 1944 -
  - القوات السوفيتية تدخل العاصمة الرومانية بوخارست.
  - الإعلان عن استقلال فيتنام الجنوبية.
- 1946 - القوات البريطانية تنسحب من سوريا ولبنان.
- 1951 - الولايات المتحدة والفلبين توقعان معاهدة للدفاع المشترك.
- 1955 - انتهاء مفاوضات إيكس ليبان بين ممثلي الحركة الوطنية المغربية والسلطات الفرنسية إِبّان نهاية الحماية الفرنسية على المغرب.
- 1979 - إعصار ديفيد يضرب دومينيكا ويدمرها ويدمر مزارع الموز التي يرتكز عليها الاقتصاد في هذه الدولة.
- 1981 - انفجار في مبنى مجلس الوزراء الإيراني في طهران يودي بحياة الرئيس محمد علي رجائي ورئيس الوزراء محمد جواد باهُنَر.
- 1982 - إطلاق القمر الصناعي «كوزموس -1402» وكان يحمل مفاعل نووي يحتوي على 50 كغم يوارانيوم-235، وكان الهدف من إطلاقه لإجراء تجارب تتعلق بإجراء مناورات في الفضاء لتغيير حجوم مدارات الأقمار الصناعية وأشكالها.
- 1991 - أذربيجان تعلن استقلالها عن الاتحاد السوفيتي.
- 1992 - ديفيد جويت وجين لو ينهيان بحثهما اللذان أثبتا فيه وجود حزام كايبر باكتشاف أول جرم فيه بعد بلوتو وقمره «شارون».
- 1993 - تدشين مسجد الحسن الثاني بمدينة الدار البيضاء.
- 1997 - المسلحون في الجزائر يذبحون 48 في معاليه بمقاطعة الجلفة ووهران والجزائر العاصمة.
- 2009 - الحزب الديمقراطي الياباني المعارض يفوز بالانتخابات العامة ويطيح بسيطرة الحزب الليبرالي الديمقراطي الذي يحكم اليابان منذ 50 عامًا.
- 2015 -
  - تنظيم داعش يُفجِّر معبد بل في تدمر تفجيرًا جُزئيًّا.
  - فوز المنتخب النيجيري للمرة الأولى في تاريخه ببطولة أمم أفريقيا لكرة السلة 2015 المقامة في تونس وذلك أمام المنتخب الأنغولي بينما حل المنتخب التونسي في المرتبة الثالثة.
- 2020 - عدد الإصابات المؤكدة بجائحة كورونا يتخطّى حاجز 25 مليون شخص حول العالم، من بينهم أكثر من 843 ألف حالة وفاة وحوالي 16 مليونًا و451 ألف حالة تماثلت للشفاء.
- 2023 - وقوع انقلاب عسكري في الغابون فور إعلان نتائج الانتخابات الرئاسية، ووضع الرئيس علي بونغو رهن الاعتقال.

## مواليد
- 1388 - شهاب الدين الحجازي، أديب مصري.
- 1748 - جاك لوي دافيد، رسام فرنسي.
- 1797 - ماري شيلي، روائية بريطانية.
- 1852 - ياكوبس فانت هوف، عالم كيمياء هولندي حاصل على جائزة نوبل في الكيمياء عام 1901.
- 1871 - إرنست رذرفورد، عالم كيمياء وفيزياء نيوزيلندي حاصل على جائزة نوبل في الكيمياء عام 1908.
- 1884 - تيودور سفيدبيرغ، عالم كيمياء سويدي حاصل على جائزة نوبل في الكيمياء عام 1926.
- 1912 - إدوارد بورسيل، عالم فيزياء أمريكي حاصل على جائزة نوبل في الفيزياء عام 1952.
- 1913 - ريتشارد ستون، اقتصادي بريطاني حاصل على جائزة نوبل في العلوم الاقتصادية عام 1984.
- 1932 - مديحة وجدي، ممثلة عراقية.
- 1959 - محمد بن نايف بن عبد العزيز آل سعود، أمير وسياسي سعودي.
- 1963 - مايكل تشيكلس، ممثل أمريكي.
- 1966 - أيمن بن عبد الرحمان، سياسي واقتصادي جزائري.
- 1972 -
  - كاميرون دياز، ممثلة أمريكية.
  - بافل نيدفيد، لاعب كرة قدم تشيكي.
- 1975 - راضي الجعايدي، لاعب كرة قدم تونسي.
- 1982 - أندي روديك، لاعب كرة مضرب أمريكي.
- 1986 - سالي القاضي، مذيعة وممثلة مصرية تعيش في الكويت.
- 1988 - إيرنستس جولبيس، لاعب كرة مضرب لاتفي.
- 1991 - ليام كوبر، لاعب كرة قدم إنجليزي.

## وفيات
- 526 - ثيودوريك العظيم، ملك القوط الشرقيين.
- 1621 - الشيخ البهائي، عالم وفقيه ورياضياتي وفيلسوف شيعي.
- 1928 - فلهلم فيين، عالم فيزياء ألماني حاصل على جائزة نوبل في الفيزياء عام 1911.
- 1940 - جوزيف طومسون، عالم فيزياء إنجليزي حاصل على جائزة نوبل في الفيزياء عام 1906.
- 1980 - محمد الفحام، شيخ الجامع الأزهر
- 1981 - محمد علي رجائي، رئيس الجمهورية الإسلامية الإيرانية.
- 1981 - عطية الجمري، شاعر وخطيب بحريني.
- 1985 - غلام رضا روحاني، شاعر إيراني.
- 1986 - السيد بدير، مخرج ومؤلف وممثل مصري.
- 1987 - محمد كامل ليلة، رئيس مجلس الشعب المصري.
- 1999 - عبد الله البردوني، شاعر وأديب يمني.
- 2003 - تشارلز برونسون، ممثل أمريكي.
- 2005 - إيلي صنيفر، ممثل لبناني.
- 2006 - نجيب محفوظ، أديب ومفكر مصري حاصل على جائزة نوبل في الأدب عام 1988.
- 2010 - فرانشيسكو فارايو، لاعب كرة قدم أرجنتيني.
- 2016 - أبو محمد العدناني، المتحدث الرسمي باسم تنظيم الدولة الإسلامية.
- 2018 -
  - حسين عبد الرازق، سياسي وكاتب صحفي مصري.
  - حسن الدهماني، مغني تونسي.
- 2022 - ميخائيل غورباتشوف، سياسي روسي، وآخر رئيس للاتحاد السوفيتي.
- 2023 - محمد الفايد، رجل أعمال مصري.

## أعياد ومناسبات
- اليوم الدولي للمختفين.
- عيد النصر في تركيا.

يوم العيد المسيحي:
- إسكندر القسطنطينية (الأرثوذكسية الشرقية)
- المبارك ألفريدو إلديفونسو شوستر
- الطوباوي يوستاكيو فان ليشاوت
- الطوباوي ستيفن نعمة (الكنيسة المارونية / الكنيسة الكاثوليكية)
- تشارلز تشابمان جرافتون (الكنيسة الأسقفية)
- يوم الدستور (كازاخستان)
- يوم الدستور (جزر تركس وكايكوس)
- عيد الاستقلال (تتارستان، روسيا غير معترف بها رسميًا)
- اليوم العالمي للقرش والحوت[1]
- يوم المشورة الشعبية (تيمور الشرقية)
- عيد القديسة روز دي ليما (بيرو)

## وصلات خارجية
- وكالة الأنباء القطريَّة: حدث في مثل هذا اليوم.
- النيويورك تايمز: حدث في مثل هذا اليوم.
- BBC: حدث في مثل هذا اليوم.